# 九江号导弹护卫舰
九江号导弹护卫舰（舷号516），原为053H型导弹护卫舰（江湖-I级）的首舰，后改装为中国人民解放军海军唯一一艘对陆火力支援舰，由053H型导弹护卫舰（江湖-I型）改装而成，用于技术验证，也是海军舰艇序列里唯一一艘被改变任务属性的。

## 舰名
依据中国《海军舰艇命名条例》，护卫舰多使用中等城市命名，舷号一般为三位数。海军516舰，曾命名长沙号，1978年1月舷号由526改为516，于1981年8月1日被命名为“九江舰”。

## 建造改装
1975年2月2日，516舰作为053H型导弹护卫舰（江湖-I级）的首舰在上海沪东造船厂开工建造，同年6月28日下水，1975年9月17日至10月10日试航，12月31日交付海军东海舰队驱逐舰支队服役。
1985年516舰换装712型双联装100毫米舰炮，加装343炮瞄雷达。
2002年4月，516舰改装成火力支援舰，拆除两座反舰导弹发射装置以及艉部甲板室，在舯部、艉部安装了5座50管火箭发射器。设有弹库和装填装置，更换了带隐形外形的双联装100毫米舰炮。

## 武器
516舰长103米，舰宽10.8米，满载排水量1700吨，以柴油机为动力，功率14400马力，最大航速26节，续航力2600海里。最初主要武器为2座单管100毫米舰炮，2座双联装上游反舰导弹，以及6座双管37毫米舰炮，以及反潜火箭弹发射器。
改成火力支援舰后，516舰装有5座50管火箭炮，口径122毫米，一次齐射可发射250枚火箭弹，火力猛、密度大。舰上设有专门的火控系统，可自动回转发射，并带有稳定器，可以在较低的海况下对敌岸上目标实施火力打击，打击精确高。

## 服役与退役
“九江舰”组建后参加了全军、海军分别组织的数十次重大军事演习，近百次执行海上巡逻、侦照、护舰、护渔等战备执勤任务。“九江舰”上约有400人次先后立功受奖，10余次被上级党委评为“先进党支部”和“基层建设先进单位”。胡耀邦曾为该舰题词：“乘风破浪”，勉励全舰官兵。
“九江舰”在1977年参与打捞日本沉船“阿波丸”号；1980年11月侦照苏联巡洋舰；1982年执行潜艇护航任务；1984年10月侦照苏联“056”护卫舰；1988年10月执行潜艇护航任务。在1989年5月执行“东联二号”实兵演习中立“集体三等功”一次。
1992年4月，“九江舰”由浙江舟山调防到福建宁德三都军港，隶属海军福建基地护卫舰某大队战斗序列。1996年3月执行台湾海峡联合演习任务。2012年9月至今在平潭附近海域巡视。
九江舰于2018年6月12日退役。

## 交流活动
2007年7月26日，时任“九江舰”政委李喜才率领“九江舰故乡见学团”访问九江市，向九江市政府赠送了“九江舰”模型，九江市政府也向“九江舰”官兵颁发了“九江荣誉市民”证书。
2011年8月，时任九江市政府副市长廖凯波带队赴福建慰问“九江舰”；2012年1月，时任九江市政府副市长杨健率民政局、双拥办等部门负责人到福建慰问“九江舰”官兵；2013年2月，时任九江市委副书记冯静率九江市拥军代表团走访慰问“九江舰”。2015年的7月31日，九江市民政局、市双拥办工作人员在“八一”建军节前夕，到福建看望“九江舰”官兵。2016年1月，九江市副市长石荣国率市政府办、民政局、双拥办等部门负责人及双拥模范代表，到福建慰问驻守在宁德军港的海军“九江舰”官兵。